# Луговой (платформа)
 Лугово́й  — остановочная платформа в Кирово-Чепецком районе Кировской области в составе Чувашевского сельского поселения.

## География
Расположена на расстоянии примерно 26 км на восток-юго-восток по прямой от центра района города Кирово-Чепецк у железнодорожной линии Киров-Пермь.

## История
Известна с 1926 года как разъезд №5, где хозяйств 5 и жителей 14, в 1950 (разъезд №5 Луговой) 7 и 29, в 1989 (уже остановочная платформа) 18 человек . 

## Население
Постоянное население составляло 18 человек (русские 100%) в 2002 году, 6 в 2010.